# Forton, Staffordshire
Forton är en ort och civil parish i Storbritannien.   Den ligger i grevskapet Staffordshire och riksdelen England, i den södra delen av landet, 210 km nordväst om huvudstaden London. Forton ligger 69 meter över havet och antalet invånare är 266.
Terrängen runt Forton är huvudsakligen platt. Forton ligger nere i en dal. Runt Forton är det tätbefolkat, med 286 invånare per kvadratkilometer. Närmaste större samhälle är Telford, 13,1 km söder om Forton. Trakten runt Forton består till största delen av jordbruksmark.